# Portariá (Chalcidique)
Portariá, en grec moderne : Πορταριά, est un village du dème de Néa Propontída, district régional de Chalcidique, en Macédoine-Centrale, Grèce.
Selon le recensement de 2011, la population du village s'élève à 1 202 habitants.